# الأكاديمية الأمنية الأوروبية
تأسست الأكاديمية الأمنية الأوروبية (ESA) في عام 1992 على يد أندريه برايل كمركز تدريب خاص يقدم خدمات التدريب في نطاق الحماية الشخصية والحماية البحرية والحماية في بيئة عالية الخطورة (PMC) والإسعافات الأولية وإطلاق النار.   كما تقدم أيضًا خدمات استشارية متعلقة بالأمن.  يقع مركز التدريب الخاص بالأكاديمية الأمنية الأوروبية في غرب بولندا . 

## روابط خارجية
- الموقع الرسمي